# Art Taylor
Art Taylor, (New York, 1929. április 6. – New York, 1995. február 6.) amerikai dzsesszdobos. Aldo Romano tanácsára tért át gitárról a dobra.

## Pályafutása
Taylor tinédzserként csatlakozott egy harlemi együtteshez, amelyben akkor Sonny Rollins, Jackie McLean és Kenny Drew is szerepelt. Ezután Howard McGhee (1948), Coleman Hawkins (1950–51), Buddy DeFranco (1952), Bud Powell (1953), George Wallington, Art Farmer (1954) együttesében dobolt.
1956-ban Gigi Gryce és Donald Byrd társaságában megalapította saját zenekarát, a Taylor's Wailerst. 1957 és 1963 között turnézott Donald Byrddel, felvételekeket készített Miles Davisszel, Gene Ammonsszal és John Coltrane-nel. Fellépett Thelonious Monkkal és Taylor tagja volt az 1957-es (első) Kenny Dorham Quartetnek is.
1963-ban Taylor Európába költözött, ahol 20 éven át főleg Franciaországban és Belgiumban élt. Olyan dzsesszzenészekkel játszott, mint Johnny Griffin, John Bodwin, Woody Shaw. 20 év után visszatért az Egyesült Államokba, hogy segítségre legyen beteg anyjának. Továbbra is szabadúszóként dolgozott. 1991-ben megalapította a második Taylor's Wailers együttest.
- 1977-ben megjelent könyv, amely más zenészekkel készített interjúi alapján készült. Ez sok zenész számára úttörő munka volt, mert bemutatta az interjúalanyok perspektíváit azokról a szélesebb társadalmi, politikai és gazdasági erőkről, amelyekben működtek – olyan témákról, amelyeket általában nem említ a dzsesszzenészekről szóló mainstream.

1995-ben, 65 évesen halt meg a manhattani Beth Israel Hospitalban.

## Albumok
- 1956: Taylor's Wailers & Donald Byrd, Jackie McLean, Ray Bryant, Wendell Marshall
- 1959: Taylor's Tenors & Charlie Rouse, Frank Foster, Walter Davis jr.
- 1960: A.T.'s Delight & Dave Burns, Stanley Turrentine, Paul Chambers, Patato Valdés
- 1991: Mr. A.T. & Willie Williams, Abraham Burton, Marc Cary, Tyler Marshall
- 1992: Wailin' at the Vanguard; Jacky Terrasson

## Fordítás
Ez a szócikk részben vagy egészben  az   Art Taylor című angol Wikipédia-szócikk ezen változatának fordításán alapul.  Az eredeti cikk szerkesztőit annak laptörténete sorolja fel. Ez a jelzés csupán a megfogalmazás eredetét és a szerzői jogokat jelzi, nem szolgál a cikkben szereplő információk forrásmegjelöléseként.